# 高阳楼
高阳楼，位于中国福建省漳州市台商投资区（龙海区）角美镇鸿渐村，由菲律宾华侨许文仲建于1947年。建筑面积约1540平方米。建筑风格中西合璧，其中前厝为典型的闽南建筑风格。坐西南朝东北，由门墙、前厅、过水廊道、后楼、两侧护厝等组成，占地面积540平方米。前厅面阔三间，进深三柱，墙体承檩；后座为二层西式风格建筑，一楼面阔三间，明间屏风后置楼梯上二楼；二楼设西式柱廊，廊两侧通护厝。
2013年1月28日，高阳楼公布为第八批福建省文物保护单位。